# 查科韋茨
查科韋茨（塞爾維亞-克羅埃西亞語發音：[tʃâkoʋets]）是克羅地亞北部的城市。距首都薩格勒布以北90公里。查科韋茨是梅吉穆列縣最大的都市。

## 外部連結
- City of Čakovec official website （克羅埃西亞文）
- Čakovec Online （页面存档备份，存于） news portal （克羅埃西亞文）
- Čakovec Tourist Board （克羅埃西亞文）